# S/2012 (523624) 1
S/2012 (523624) 1 ist ein Mond des transneptunischen Objektes 2008 CT190, das bahndynamisch als resonantes Kuipergürtel-Objekt (3:7–Resonanz) oder als Scattered Disk Object (SDO) eingestuft wird. Der Begleiter weist etwa vier Fünftel des Durchmessers des Mutterplanetoiden auf. Da beide Himmelskörper um den gemeinsamen Schwerpunkt kreisen, kann das System auch als Doppelasteroiden-System aufgefasst werden.

## Entdeckung
S/2012 (523624) 1 wurde am 18. Mai 2012 von einem Astronomenteam bestehend aus Keith Noll (GSFC), Will Grundy (Lowell-Observatorium) und Susan Benecchi(–Kern) (PSI) durch Beobachtungen von 2008 CT190 mit der Wide Field
Camera 3 des Hubble-Weltraumteleskops entdeckt. Die drei Bilder zeigten ein teilweise aufgelöstes Doppelasteroidensystem, wobei der Begleiter bei 0,053 ± 0,008 Bogensekunden Abstand zu 2008 CT190 mit einer Differenz der scheinbaren Helligkeit von 0,4 ± 0,3 m gefunden wurde. Die Entdeckung wurde am 29. April 2018 bekanntgegeben, der Mond erhielt die vorläufige Bezeichnung S/2012 (523624) 1. (Stand 24. März 2019)

## Bahneigenschaften
S/2012 (523624) 1 umläuft das gemeinsame Baryzentrum in einem mittleren Abstand von 1300 km zum Planetoiden (9,63 2008 CT190- bzw. 11,82 S/2012 (523624) 1-Radien) und benötigt dafür ungefähr 3,3 Tage. Die Bahnexzentrizität und -neigung sind derzeit noch unbekannt. Die beiden Komponenten scheinen sich entlang einer Achse mit ungefähr Ost-West-Richtung zu umkreisen.

## Größe
Der Durchmesser von S/2012 (523624) 1 wird derzeit auf 220 km geschätzt, ausgehend von einem geschätzten Rückstrahlvermögen von 9 %, analog zum Mutterplanetoiden. Ausgehend von diesem Durchmesser ergibt sich eine Gesamtoberfläche von etwa 152.000 km2. Die Entdeckung des Mondes hatte Einfluss auf die Größenbestimmung des Mutterplanetoiden, welcher nach aktuellen Schätzungen eine Größe von 270 km besitzt. Damit dürfte S/2012 (523624) 1 81,5 % des Durchmessers von 2008 CT190 aufweisen. Bisher fand noch keine Berechnung der Masse des Systems statt.
| Jahr                                         | Abmessungen km | Quelle   |
| -------------------------------------------- | -------------- | -------- |
| 2013                                         | 220,0          | Johnston |
| Die präziseste Bestimmung ist fett markiert. |                |          |